# Лотт, Гарри
Гарри Хантер Лотт (англ. Harry Hunter Lott; 13 января 1880, Филадельфия, Пенсильвания — 5 февраля 1949, Lake Worth Beach, Флорида) — американский гребец, чемпион летних Олимпийских игр 1904.
На Играх 1904 в Сент-Луисе Лотт участвовал только в соревнованиях восьмёрок. Его команда заняла первое место с результатом 7:50,0 и выиграла золотые медали.